# Mac-Mahón (1888)
El Mac-Mahón fue un cañonero de 2ª clase de la Armada Española. Estaba destinado a recibir el nombre de Miño por Real Orden de 8 de octubre de 1885, en alusión al escenario previsto en principio para el desempeño de sus servicios.
Finalmente, según Real Orden de 3 de marzo de 1887, se decidió el cambio de nombre en honor al vicealmirante Jacobo de Mac-Mahón y de Santiago.

## Diseño
Marcó un hito en la construcción naval española, al ser el primer buque con casco de acero galvanizado  realizado en los arsenales españoles. El proyecto fue obra del ingeniero de la Armada Toribio Gaspar Gil, fue puesto sobre la grada  número 1 del astillero del Ferrol el 8 de enero de 1887, se botó el 21 de agosto del mismo año junto con el crucero Alfonso XII y fue entregado a la armada el 30 de noviembre de 1888, con algún retraso con respecto a lo planificado, debido a su carácter de unidad experimental.
Montaba dos máquinas procedentes de los cañoneros de construcción francesa Turia y Somorrostro, acoplada cada una de ellas a una hélice.

## Historial
Su vida de servicio transcurrió sin grandes acontecimientos, permaneciendo siempre destinado en aguas gallegas y del Cantábrico ejerciendo labores de guardapescas y de lucha contra el contrabando. Participó en la búsqueda de supervivientes del HMS Serpent en noviembre de 1890 sin obtener resultados.
Se produjo su baja en las listas de la Armada en 1932, tras 44 años de servicio.